# Gheorghe Covaciu
Gheorghe Covaciu   (Buzău, 8 de juliol de 1957) és un jugador d'handbol romanès, ja retirat, que va competir durant les dècades de 1980 i 1990.
El 1984 va prendre part en els Jocs Olímpics d'Estiu de Los Angeles, on guanyà la medalla de bronze en la competició d'handbol. Hi va jugar quatre partits i hi marcà tres gols.
A nivell de clubs jugà al HC Minaur Baia Mare, amb qui guanyà la Copa IHF, el 1985 i el 1988. A partir de 1990 va jugar a Portugal.